# Capreomycin
Capreomycin là một kháng sinh thường sử dụng kết hợp với các kháng sinh khác để điều trị bệnh lao. Cụ thể thì đây là dòng điều trị thứ hai được sử dụng cho bệnh lao kháng thuốc hoạt động. Chúng được đưa vào cơ thể bằng cách tiêm bằng tĩnh mạch hoặc cơ bắp.
Tác dụng phụ thường gặp bao gồm các vấn đề về thận, vấn đề về thính giác, cân bằng kém và đau ở chỗ tiêm. Các tác dụng phụ khác có thể kể đến như tê liệt dẫn đến việc khó thở. Capreomycin được khuyến cáo không sử dụng với streptomycin hoặc các loại thuốc khác có thể làm tổn thương dây thần kinh tiền đình thính giác. Chúng được khuyến cáo là không sử dụng trong khi đang mang thai vì nó có thể gây ra vấn đề về thận hoặc thính giác ở trẻ. Capreomycin thường được xếp vào với nhóm thuốc aminoglycoside. Cơ chế hoạt động của nó không rõ ràng.
Capreomycin được phân lập từ Streptomyces capreolus vào năm 1960. Nó nằm trong danh sách các thuốc thiết yếu của Tổ chức Y tế Thế giới, tức là nhóm các loại thuốc hiệu quả và an toàn nhất cần thiết trong một hệ thống y tế. Chi phí bán buôn ở các nước đang phát triển là khoảng 6,25 đến 8,98 USD một liều.

## Phổ tác động
Capreomycin thường được sử dụng để điều trị nhiễm trùng Mycobacterium tuberculosis. Sự tăng trưởng của vi khuẩn Mycobacterium tuberculosis được phát hiện bị ức chế ở nồng độ thuốc 2,5 μg/mL.